# Valsul împăratului

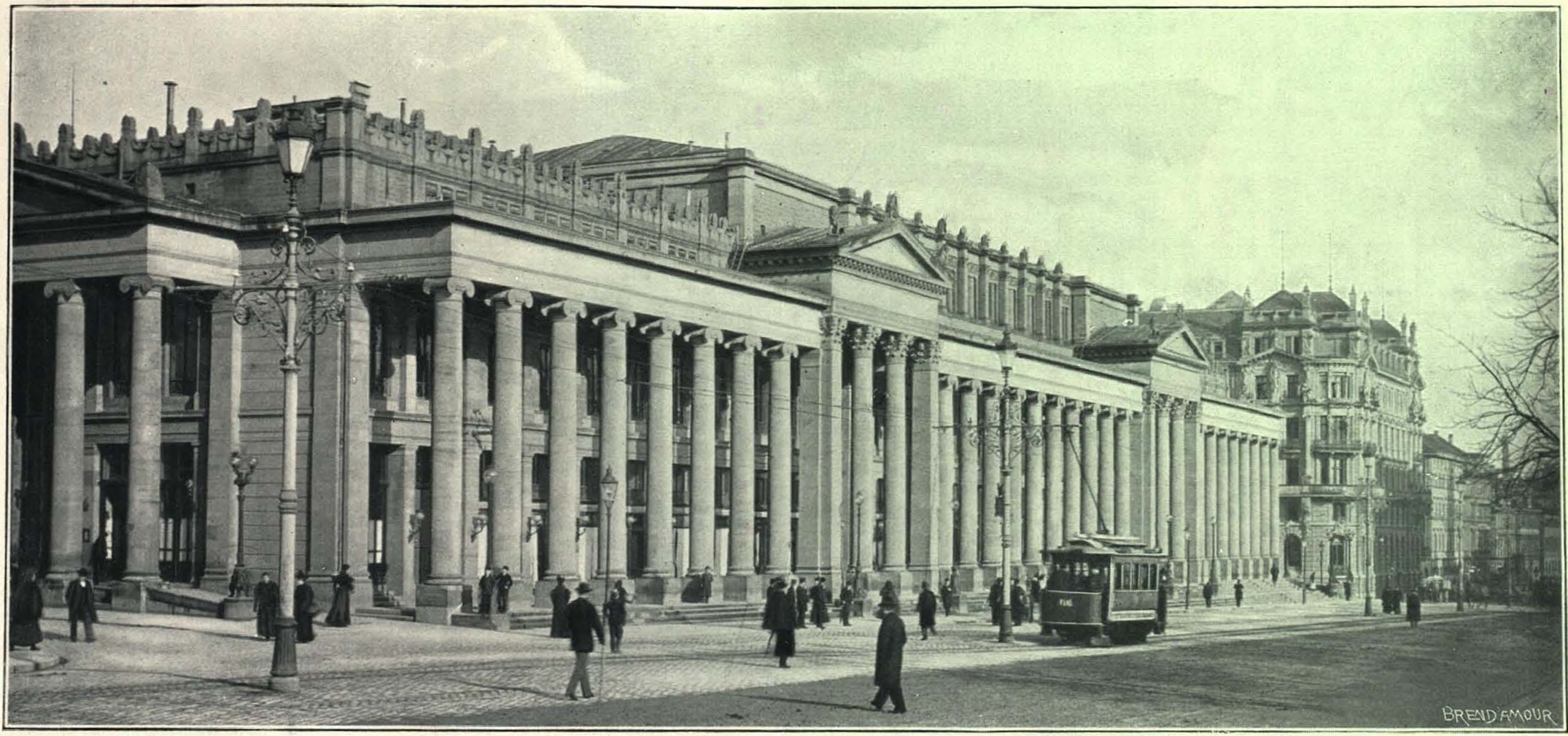
Königsbau din Berlin. (1905)

Valsul împăratului (germană Kaiser-Walzer) (op. 437) este o creație a compozitorului austiac Johann Strauss (fiul). Valsul a fost compus cu ocazia deschiderii, la data de 19 octombrie 1889, a sălii de concerte Königsbau din Berlin. Pe atunci compoziția se numea Hand in Hand (Mână în mână), ceea ce voia să simbolizeze legătura strânsă care exista între monarhiile germană și austriacă. Probabil prin inițiativa editorului berlinez Fritz Simrock, lucrarea a fost redenumită Valsul împăratului, aceasta fiind una din cele mai reușite compoziții ale lui Strauss.
Valsul 2